# Marianópolis do Tocantins
Marianópolis do Tocantins är en kommun i Brasilien.   Den ligger i delstaten Tocantins, i den centrala delen av landet, 700 km norr om huvudstaden Brasília. Antalet invånare är 4 352.
Omgivningarna runt Marianópolis do Tocantins är huvudsakligen savann. Trakten runt Marianópolis do Tocantins är nära nog obefolkad, med mindre än två invånare per kvadratkilometer.